# Mortonia (végétal)
Pour les articles homonymes, voir Mortonia.
Genre
Mortonia est un genre botanique de la famille des Celastraceae.

## Liste des espèces
- Mortonia greggii Gray
- Mortonia scabrella Gray
- Mortonia sempervirens Gray
  - Mortonia sempervirens ssp. scabrella (Gray) Prigge
  - Mortonia sempervirens ssp. sempervirens Gray
- Mortonia utahensis (Coville ex Gray) A. Nels.